# Purismo linguístico
Purismo linguístico ou protecionismo linguístico é a prática de definir ou reconhecer uma variedade de um idioma como sendo mais pura ou de qualidade intrinsecamente superior a outras variedades. O purismo linguístico foi institucionalizado através de academias de línguas (das quais 1572 Accademia della Crusca e a Academia Francesa constituem exemplos modelo na Europa) e suas decisões muitas vezes têm força de lei.

Origem das palavras do inglês: 29% do francês, 29% do latim, 26% de línguas germânicas e 16% de outras origens

É considerado uma ideologia que diz que os idiomas devem ser protegidos de línguas "mais fortes", sendo uma ideia relacionada ao nacionalismo. Um bom exemplo de purismo linguístico é o nacionalismo do Quebec, no Canadá, a única região do país onde o francês é falado majoritariamente, e não o inglês. O governo quebequense tem feito várias tentativas para impedir o francês de desaparecer na América do Norte, como fazendo-a a única língua oficial da província e impedindo que o inglês seja colocado em placas.
O islandês também é exemplo de língua que adota o purismo linguístico, e os neologismos são buscadas nas raízes de sua própria língua. Por exemplo, a palavra para robô em islandês é vélmenni, que é uma junção de máquina e homem, e computador é tölva, uma junção de tala (número) e völva (profeta). Outra língua nórdica que pratica muito purismo linguístico é o finlandês, onde computador é tietokone, uma junção de tieto (dados, informação) e kone (máquina).
O purismo linguístico também é visto no Brasil, onde há muitas expressões derivadas do inglês americano, como "escanear", "skate", "login" e "xerox" (no caso do último, a substituição da palavra "fotocópia"), e muitas pessoas defendem que a língua deveria continuar "pura", mas isto não se dirimirá tão facilmente.
No Irã, o purismo linguístico foi adotado pelo governo em tentativas de suprimir palavras derivadas de língua estrangeira, como "pizza". Já na Turquia, quando Atatürk chegou ao poder, lançou diversas medidas para tentar remover palavras estrangeiras da língua, que em grande parte foram bem sucedidas.
Na Segunda Guerra Mundial, muitas cidades tiveram seus nomes alterados para soarem menos com o oponente. Por exemplo, São Petersburgo, um nome germânico, foi chamada de Petrogrado e posteriormente Leningrado, nomes russos. Já Danzig, quando da Alemanha, virou Gdansk após passar para a Polônia, e Königsberg, quando da Alemanha, virou Kaliningrado na União Soviética/Rússia. Também durante o período de Benito Mussolini, ocorreu a italianização, que visava remover as línguas que não fossem o italiano do território da Itália. Muitas cidades na fronteira norte, com países germanófonos, tinham cidades com nomes alemães, que foram pouco a pouco sendo trocados por nomes italianos.
Há também movimentos criados por linguistas para "purificar" línguas, um dos principais sendo o Anglish, criado por linguistas e que teve o tempo cunhado por Paul Jennings. Este movimento tem como objetivo remover todas as palavras estrangeiras da língua inglesa (mais de 50%), mantendo só palavras com origens germânicas.

## Críticas
O purismo linguístico vai contra alguns fundamentos do cosmopolitismo, pois é uma forma de nacionalismo (ver antinacionalismo).